# Марин Бангиев
Марин Илиев Бангиев е български дипломат и политик от Българска комунистическа партия.

## Биография
Роден е през 1920 г. във варненското село Венелин. През 1941 г. е осъден на доживотен затвор. От 1942 г. е член на БКП. Член на бойна група във Варна. От 1945 г. е секретар на Георги Димитров. Между 1946 и 1950 г. работи в ЦК на РМС. От 1951 до 1956 г. работи в градския и окръжния комитет на БКП за Варна, като в първия е бил секретар. От 1962 до 1966 г. е кандидат-член на ЦК на БКП. Бил е заместник-министър на транспорта и посланик в Кипър.. През 1987 г. Иван Гаджев, ръководител на Македоно-български научен институт „Св. Климент Охридски“ пише до Тодор Живков с молба да не изпраща „хора от рода на Георги Пирински, Стоян Жулев или Марин Бангиев. Те само отблъскват емиграцията и методите им са погрешни.“